# 少年江湖物语
《少年江湖物语》（英語：The Birth of The Drama King），2019年中国大陆武侠古装剧。由周彦辰、骆明劼领衔主演，爱奇艺于2019年7月10日首播。

## 播出时间
| 频道         | 所在地 | 播出日期      | 播出时间 | 备注                             |
| ------------ | ------ | ------------- | -------- | -------------------------------- |
| 爱奇艺       | 中国   | 2019年7月10日 | 20:00    | 會員搶先看全集，非會員每周三至五 |
| 愛奇藝台灣站 | 臺灣   | 2019年7月10日 |          |                                  |

## 演员列表

### 主要演员
| 演員   | 角色   | 介紹 |
| 周彦辰 | 季川   | 教主，孤傲决绝，自小被培养成一柄杀人利剑。其实是老教主捡回来的孤儿，面上换作义子，实际从未得到过一丝关爱，用冷漠包裹自己渴望爱的柔软，用谎言锻造亲情的海市蜃楼。季川为寻找失散的弟弟以及担任圣教教主所要承受的责任与伤害都使他无法感受到温暖的存在。 |
| 骆明劼 | 赵青峰 | 剑客，江湖第一，浩然盟众人拉扯大的石头团宠。自小被浩然盟的老盟主收养，在众人的亲情围绕下成长。被老盟主收养的江湖弃婴，天生木讷，反射弧超长，但心中认定浩然盟就是自己的家，无论如何都要守护自己的家人。                                               |

### 其他演员
| 演員   | 角色     | 介紹 |
| 苏晓彤 | 阿扶     | 魔教教主的侍女，是个忠心耿耿的小丫鬟，甜美可爱，面若桃花。对教主忠心耿耿，平生坚持着“教主的朋友就是我的朋友，教主的敌人就是我的敌人”的信条，智商不太高但是很忠心。                                                                 |
| 宋继扬 | 閆大夫   | |
| 謝興陽 | 小林     | |
| 刘剑羽 | 小小师弟 | |
| 戴祖雄 | 堂主     | |
| 王倩   | 卿卿     | |
| 范奕泽 | 长老     | |
| 孙子航 | 俞远声   | 浩然盟大师兄，一个冷静顾全大局的人，盟主不在便由他主持大局。多种身份的他实则是个十足的弟控，时时刻刻为小师弟的安危着想，俞远声作为大师兄，他不仅要一边辅助盟主对外抗敌，一边还要为师兄弟们排忧解难。总能为盟主提供好的想法和计策。 |